# Ossian Fohström

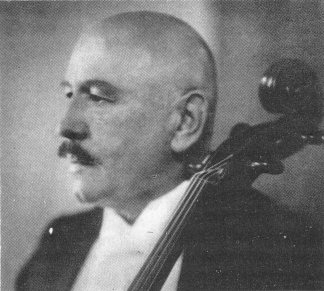
Ossian Fohström.

Karl Ossian Heliodorus Fohström, född 21 november 1870 i Helsingfors, död där 10 november 1952, var en finländsk cellist. Han var bror till Alma Fohström och Elin Fohström. 
Fohström var cellist i Filharmoniska sällskapet i Helsingfors orkester 1897–1903 och 1905–1908 samt dess efterföljares Helsingfors stadsorkesters solocellist 1914–1935. Han var lärare vid nuvarande Sibelius-Akademin 1895–1896 och 1914–1941 samt professor i cellospel där 1941–1943. Han dirigerade även folkkonserter i Helsingfors. Jean Sibelius tillägnade honom sina två stycken för cello och orkester opus 77. 